# Hruzke, Makariv
Hruzke (în ucraineană Грузьке) este localitatea de reședință a comunei Hruzke din raionul Makariv, regiunea Kiev, Ucraina.

## Demografie
Componența lingvistică a localității Hruzke
     Ucraineană (97,53%)
     Rusă (2,29%)
     Alte limbi (0,18%)
Conform recensământului din 2001, majoritatea populației localității Hruzke era vorbitoare de ucraineană (97,53%), existând în minoritate și vorbitori de rusă (2,29%).